# بوچن، لوار-ا-شر
بوچن (به فرانسوی: Beauchêne) یک کمون (فرانسه) در فرانسه است که در canton of Mondoubleau واقع شده‌است. بوچن ۱۰٫۰۸ کیلومتر مربع مساحت دارد ۱۷۶ متر بالاتر از سطح دریا واقع شده‌است.